# 克羅姆 (新澤西州)
克羅姆（英語：Chrome）是位於美國新澤西州米德爾塞克斯縣的非建制地區。

## 歷史
克羅姆的郵局於1904年設立，其後於1922年停運。

## 地理
克羅姆所處的海拔為高於海平面4米（即13英呎），而該地所採用的時區為UTC-5，即北美东部时区（EST）。同時該地設有夏令時間，為UTC-5調快一小時，即UTC-4（EDT）。